# Bianca Cappello

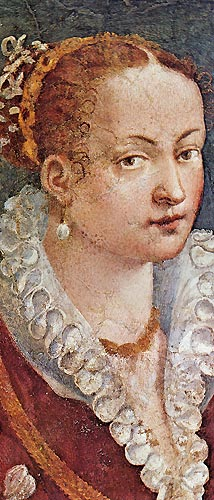
Bianca Cappello

Bianca Cappello (1548, Benátky – 17. října 1587, Poggio a Caiano, Prato) byla rodem benátská šlechtična a druhým sňatkem s toskánským velkovévodou Františkem I. Medicejským toskánská velkovévodkyně.

## Biografie

### Původ, mládí
Bianca se narodila jako dcera Bartolomea Cappello, člena jedné z nejbohatších benátských patricijských rodin. Matku ztratila již v útlém věku a dětství s přísnou macechou bylo těžké. Dívka, proslulá svou mimořádnou krásou, byla zasnoubena se synem furlanského dóžete.

### První sňatek
Jako patnáctiletá se zamilovala do Pietra Bonaventuriho, ze zchudlé rodiny pocházejícího mladého zaměstnance banky Salviati; 28. listopadu roku 1563 spolu uprchli k Pietrově rodině do Florencie. Romantické pojetí příběhu představuje Biancu jako titulní postavu dojemné milostné historie, avšak dokumenty z té doby dokládají i méně romantické skutečnosti: Bianca tajně sebrala i všechny cennosti z majetku svého otce, k nimž se mohla dostat. Za dopadení únosce své dcery vypsal Biančin otec odměnu 1000 dukátů; ve Florencii pobývajícího Pietrova strýce Gianbattistu Bonaventuriho Benátčané uvrhli do vězení, kde zemřel. Dekretem senátu z příkazu Rady Deseti byli Pietro a Bianca prohlášení za vyhnance z Benátek a «pokud by se zmíněný Pietro někdy objevil v laguně nebo byl tam násilím přivezen, jeho hlava má být sražena s jeho ramenou před zraky veřejnosti». Služebnou Marii Donati, jež uprchlíkům pomáhala, odsoudili rovněž.
Uprchlíci se vzali v jedné vesnici u Bologne (podle jiných pramenů měli uzavřít sňatek ve Florencii, v domě Pietrovy matky). Po příchodu k Pietrově rodině se ukázalo, že přes jeho předchozí ujišťování se ani zdaleka nevyrovná rodině Biančině. Žila v chudém domě typu tugurio na jižní straně náměstí svatého Marka. Benátská patricijka uvyklá přepychu se ocitla v bídě: Pietrova matka byla invalidou připoutaným na lůžko, otec, jemuž přibylo několik dalších krků, musel propustit jediného sluhu, aby snížil výdaje. Zhýčkaná Bianca musela vykonával dosud jí neznámé špinavé domácí práce. Z manželství se následujícího roku 1564 narodila dcera jménem Virginia (podle jiných pramenů Pellegrina); provdala se později za hraběte Ulissa Bentivoglio.
Novomanželé prakticky nevycházeli z domu, aby se vyhnuli uvěznění a vydání do Benátek, neboť byli přesvědčení, že do Florencie byli vyslání speciální agenti, kteří je měli najít. Bianca sotva vyšla do nedalekého kostela. Biančin manžel, zostudivší své chlebodárce – slavnou a vlivnou bankéřskou florentskou rodinu Salviati, jen těžko hledal nové zaměstnání, jež mu nakonec poskytl princ následník Francesco de Medici, který roku 1564 přijal regentství za svého otce Cosima I.
Benátská republika žádala od Florencie vydání Pietra a Biancy. Aby Pietro získal podporu prince Francesca, seznámil ho se svou krásnou ženou, sjednav jejich schůzku, na niž Bianca ochotně šla. Podle jiné verze se Francesco doslechl o Biance, na jejíž vrácení Benátčané vypsali tak vysokou odměnu, a sám chtěl tuto ženu poznat. Podle romantické verze se to mělo udát tak, že Francesco procházel ulicí, uviděl Biancu v okně a byl zasažen její krásou (zatímco ona se polekala, považujíc ho za jednoho z benátských «lovců lebek»).
Ať tak či tak, poté, co uviděl Biancu, Francesco nastrojil setkání s ní již samotnou v domě markýzy Mondragone (varianta – v Casino Mediceo na náměstí sv. Marka), manželky jeho španělského vychovatele, jež se na Francescův příkaz spřátelila s Biančinou tchyní a přes ni Biance předestřela všechny výhody princovy záštity. Okolnosti tohoto setkání popisuje řada florentských spisovatelů. Když Bianca přišla k donně Mondragone, ta odešla a místo ní se vzápětí v komnatě objevil Francesco. Bianca padla na kolena před princem a poprosila o jeho ochranu před svými benátskými nepřáteli; to jí bylo okamžitě přislíbeno. Podle svých slov Francesco rychle vyšel z komnaty. Poté se vrátila paní domu, omluvila se a řekla, že Francesco získal klíč od domu neznámo jak a ona za jeho přítomnost nenese před Biancou vinu.
Následník a faktický vládce Forencie se skutečně začal zabývat Biančinou věcí. Pro začátek s pomocí florentského vyslance v Benátkách a papežského nuncia urovnal většinu problémů Biancy a jejího muže s Benátkami a také napomohl tomu, aby jí vydali věno její zesnulé matky, jež jí ze zákona náleželo, ale po jejím útěku bylo konfiskováno. Úplně očistit její jméno a eliminovat všechny nároky Benátské republiky se mu však nepodařilo.

### Milenka

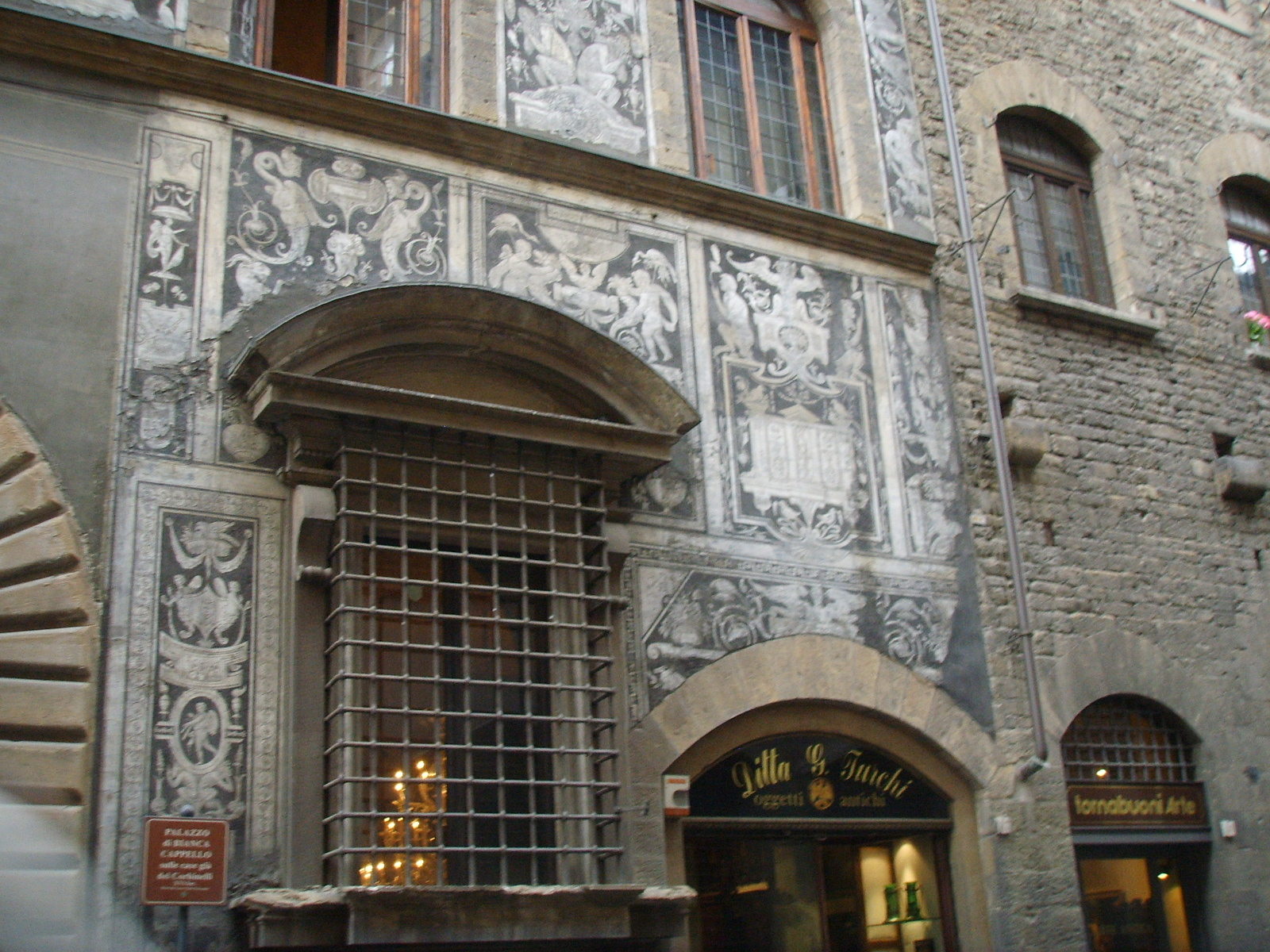
Palazzo di Bianca Capello

Bianca se stala Francescovou milenkou. Jejich vztah trval mnoho let, nic na něm nezměnil ani jeho již dříve plánovaný – s cílem spojení s habsburskou dynastií – sňatek s rakouskou arcivévodkyní Johanou Habsburskou, dcerou císaře Ferdinanda I., který se uskutečnil 18. prosince roku 1565, záhy poté, co Francesco poznal Biancu.
Jak píší historici, «Bianca získala takovou moc nad slabošským princem, že prakticky vše se dálo podle její vůle». Velkou část svého času trávil Francesco buď ve své laboratoři, nebo s Biancou. Jeho manželka Johana, nudná žena povýšené povahy, byla před tuto skutečnost postavena prakticky ihned po svatbě a byla jí hluboce zasažena, což se zákonitě promítlo velmi negativně do vztahu manželů.
Francesco zahrnoval Biancu dary, včetně sídel (vill) a sadů. Usadil milenku v domě, známém jako Palazzo di Bianca Cappello, poblíž své oficiální rezidence Palazzo Pitti. Roku 1566 byla Bianca představena u dvora.

### Vdova
Biančin manžel Pietro Bonaventuri získal od Francesca vysokou hodnost ve vládě
a s tím související velké příjmy. Díky svému postavení a majetku se dostal mezi mladé bohaté Florenťany, mezi nimiž se začal chovat mimořádně vyzývavě, předváděje naplno svou pýchu, temperament a sklony k intrikám (díky kterým ostatně také svého času přiměl Biancu k útěku).
Po nějakém čase (25. prosince 1570 nebo 1572) byl Pietro zavražděn na rohu Via Maggio, v níž stál dům darovaný jeho ženě. Za jeho vraždou stála rodina Ricci, již urazil «nevhodnou pozorností» dívce z této rodiny jménem Kassandra Bongiane (již učinil svou milenkou). Uražení Ricciové se domáhali spravedlnosti u Francesca, ten jim však nechtěl vydat manžela své milenky, naopak Pietra před nimi varoval, pokoušel se ho zachránit a radil mu, aby uprchl do Francie, Pietro však jeho varování nedbal. Bianca se rovněž pokoušela vysvětlit manželovi nezbytnost utéci nebo dát Ricciům zadostiučinění a omluvu. Pietro ji však nevyslyšel a zlostně odešel z domu. Vévoda zastihl milenku v slzách a když si vyslechl, co se stalo, poznamenal: «Nechce-li váš muž poslechnout dobře míněné rady, musíme ho ponechat jeho osudu.» Pietro pak, vyjda na ulici, potkal jednoho z Ricciů a opět ho urazil tím, že mu přiložil pistoli k hrudi. Ricciové znovu žádali vévodu o spravedlnost. Francesco odvedl Roberta Ricciho do zahrady, kde s ním dlouze hovořil a na rozloučenou řekl: «Konejte, jak chcete, nebudeme si vašeho chování všímat.», čímž fakticky vraždu manžela své milenky schválil. (Několik let poté se k tomu přiznal svému kaplanovi Gian Battistovi Confetti.) Po tomto rozhovoru vévoda odjel z města. 21. prosince, když se Pietro vracel od Kassandry, jej na mostě napadlo dvacet banditů, Pietrovi se však podařilo utéci. Dostal se téměř až domů, na rohu ulice však na něj čekali další vrahové, jimž tentokrát již neunikl a byl zabit. Současně byla ve své vlastní posteli zavražděna i Pietrova milenka Kassandra, jež s ním rodinu zostudila. Vévoda, který se vrátil do Florencie za dva dny, nařídil vyšetření případu, viníkům však dali možnost uprchnout do Francie.

### Bastard Antonio

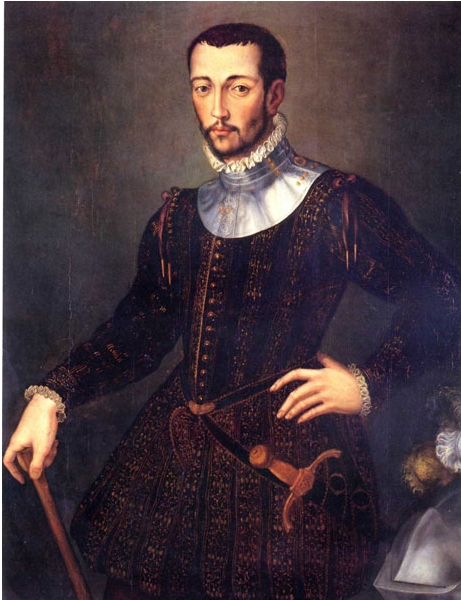
Francesco I. de Medici

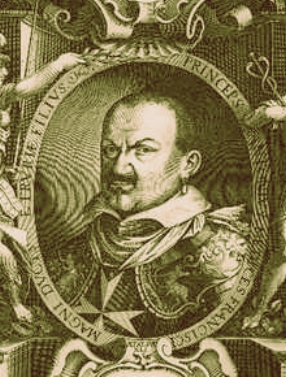
Don Antonio Medici ve zralém věku

Francesco a Bianca se již nijak nesnažili svůj vztah skrývat. Vévodova zákonitá manželka Johanna si bezvýsledně stěžovala v dopisech svému bratrovi, císaři Maxmiliánovi II., na milenku svého manžela. Vypráví se příhoda, že se obě ženy potkaly na mostě Santa Trinita a pouze zásah hrabětě Heliodora Costeliho zabránil Johanně dát rozkaz sluhům, aby Biancu svrhli do řeky Arno. Johanniným neštěstím bylo (krom jejích osobních vlastností a neatraktivního vzhledu), že svému manželovi stále nedala následníka a dědice – do roku 1575 porodila pouze šest dcer.
Avšak ani Bianca, ač z manželství s Pietrem porodila dceru, znovu neotěhotněla. Kladla si otázku, nakolik by se změnilo její postavení, kdyby dala vévodovi syna, byť z levého boku. Jak praví historické prameny, v té době hledala pomoc u každého lékaře, ale i u každé věštkyně či čaroděje v Itálii. Nakonec 9. srpna roku 1576 oznámila Bianca narození chlapce, jehož Francesco, v té době již vévoda (Cosimo I. zemřel roku 1574) uznal za svého bastarda, přijal do rodiny jako Antonia di Medici (1576—1621) a zakoupil pro něj za 200 000 dukátů vládu v Neapolském království.
Avšak, jak se ukázalo po několika letech, těhotenství a porod Biancy byly předstírané: v jejím domě tajně žily tři těhotné ženy a za spolupachatelství porodní báby byl novorozený syn jedné z nich vydáván za Biančino dítě. Krátce poté zemřely obě další ženy i porodní bába. (Pomoc při realizaci tohoto plánu Biance poskytla její služebná Giovanna Santo.) Lékař, který se věnoval «porodivší» Biance, pozoroval absenci některých symptomů a považoval ji za simulantku. František o podvodu samozřejmě neměl tušení. Existence dítěte byla léta tajena.
O několik let později se Bianca sama přiznala svému milenci k podvodu. Kardinál Ferdinand, Francescův mladší bratr a Biančin dávný nepřítel, rovněž o této aféře věděl: zpravila ho o ní služebná Giavanna Santi, již Bianca po předstíraném porodu poslala do Bologne a jež se jen tak tak zachránila před vrahy, o nichž si myslela, že je najala Bianca. (Kardinál však dal přednost tomu utajit tuto informaci a zveřejnil ji teprve po Biančině smrti.) Práva «kukaččího mláděte» Antonia, přestože jej Francesco uznal za svého syna, byla později ostatními členy rodu ignorována. Na druhé straně nelze spustit ze zřetele druhou verzi, totiž že historka o tom, že těhotenství bylo předstírané a dítě podvržené, byla zveřejněna až po smrti obou rodičů a pochází od kardinála Ferdinanda, pro kterého byla mimořádně prospěšná, neboť vyřadila Antonia z linie následnictví trůnu, na který nakonec usedl sám Ferdinand.
V tomtéž roce, po narození Antonia, Biancu nakonec navštívil s odpuštěním její otec, jehož s poctami přijal i vévoda Francesco. Bianca otci koupila jako dar dům v Benátkách.

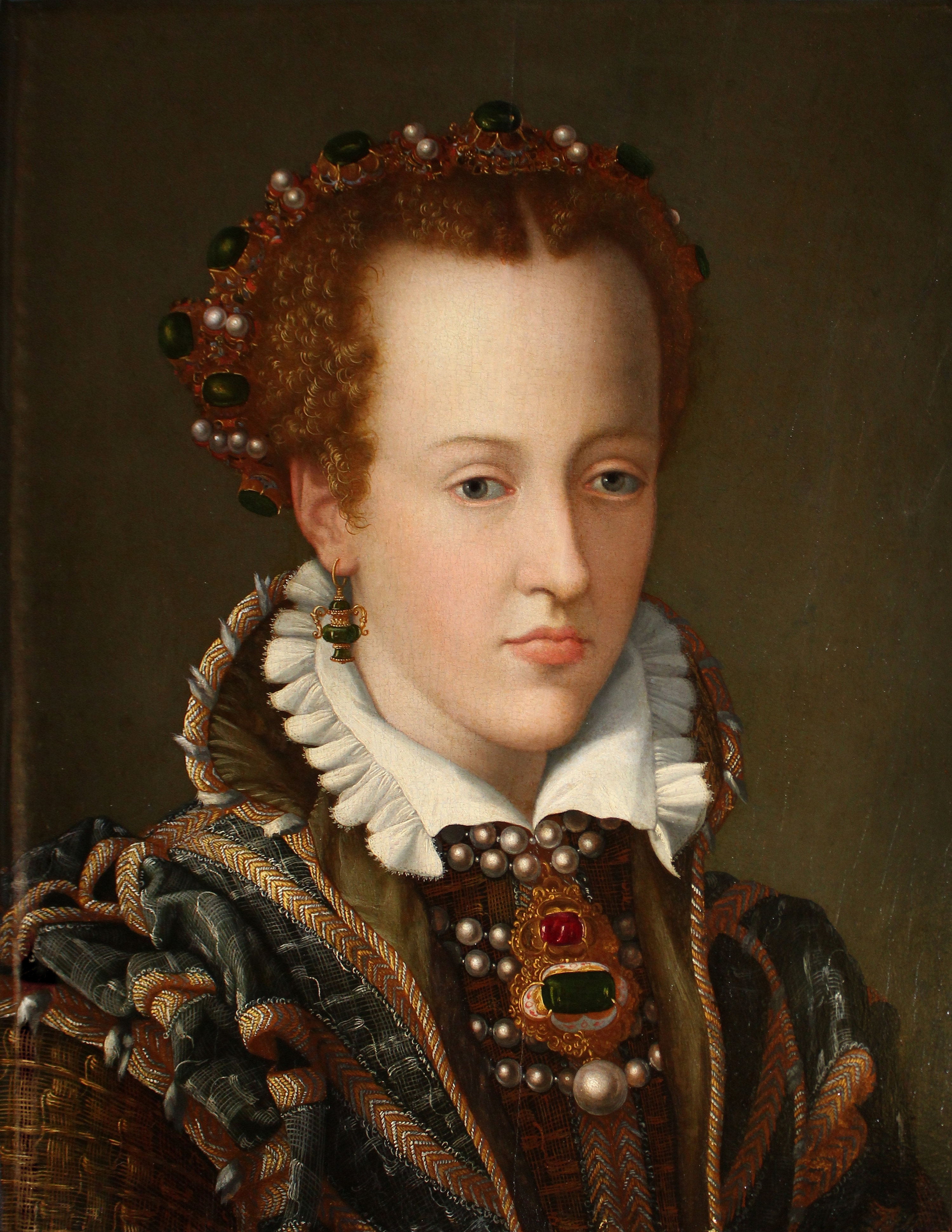
Johana Habsburská, první manželka vévody Francesca

Současně s příchodem na svět Antonia, jehož všichni v té době pokládali za skutečného Medici, se přiostřily vztahy Florencie s Habsburky, kteří nakonec vyslyšeli Johaniny nářky a stížnosti polekavše se, že vévodství by mohl zdědit bastard. Situace se poněkud uklidnila po smrti císaře Maxmiliána II. Nový císař Rudolf II. vyslyšel obě strany: žaloby jeho tety Johany mu byly známy, její muž ji zase obviňoval z tvrdosti a rozhazovačnosti. Rudolf doporučil vévodovi, aby se k manželce choval s větší úctou a aby obětoval svou milenku, což Francesco samozřejmě neakceptoval. Naopak, jeho nenávist a špatné chování k Johanně ještě zesílily. Zajímavé je, že přes tyto poměry císař nejenže potvrdil Francescovi vévodský titul, ale změnil jeho panství na velkovévodství, nad nímž neměl římský papež moci.
Následujícího roku 1577 zákonitá Francescova manželka Johanna porodila chlapce, pokřtěného jménem Filip. Po narození malého prince, vytouženého následníka trůnu, považovala Bianca za vhodné na nějaký čas opustit Florencii, ale vévoda bez ní nemohl žít a když euforie z narození dědice opadla, povolal ji zpět, zahrnuv ji i Antonia dary. Z Benátek Bianca pozvala svého bratra Vittoria Cappello, který se stal vévodovým favoritem a na dlouhý čas i jediným rádcem. (Za nějaký čas však vévoda Vittoria vyhnal pro krádež ze státní pokladny.)
Montaigne, uviděv Biancu ve Florencii, napsal o ní: «...krásná – podle italského vkusu, s veselou a buclatou tváří, s výmluvným výrazem…».

### Manželka
Triumf Johanny jako matky následníka trůnu neměl dlouhého trvání. Zemřela při předčasném porodu dalšího, osmého dítěte, rovněž syna: 10. dubna 1578 v pokročilém stupni těhotenství spadla se schodů velkovévodského paláce ve Florencii a několik hodin poté předčasně porodila svého druhého syna, který vzhledem k tomu, že byl silně nedonošený, vzápětí zemřel. Johana sama skonala následujícího dne.
Okolnosti Johaniny smrti vyvolaly mnoho dohadů a vyrojily se dokonce zvěsti, že na ní měl mít svůj díl její manžel a jeho milenka, kteří ji údajně hodlali otrávit či měli stát za její nehodou. Moderní analýzy Johaniných ostatků otravu vyloučily a potvrdily, že její úmrtí bylo v bezprostřední souvislosti s porodem – Johana utrpěla rupturu dělohy. Kromě toho trpěla těžkou formou skoliózy a její páteř a pánev byly silně deformované. Je zjevné, že i její předchozí porody musely být velmi těžké a je s podivem, že je vůbec přežila.
Florenťané byli roztrpčeni neúctou, s jako se choval novopečený vdovec k zesnulé. I Bianca projevila málo ohledů: když pohřební průvod procházel kolem jejího paláce, vyklonila se z okna a vévoda, projíždějící kolem, jí salutoval. «Biančin triumf byl ubohý, nepřístojný a odsouzeníhodný».
Za tři měsíce, 5. července téhož roku, se vdovec Francesco tajně s Biancou oženil (jak se ukázalo, milenci si ještě za Pietrova života vzájemně závazně přísahali před obrazem Madonny, že se vezmou, až budou oba volní). Vévoda odmítl všechny nabízené nabídky ženitby s významnými ženami Evropy, včetně rozumných návrhů svého bratra kardinála, které by přinesly vévodství prospěch.
Následující měsíce žila Bianca přímo ve vévodském paláci, přičemž ze slušnosti bylo oznámeno, že ji vzali jako vychovatelku mladým princeznám.
17. července téhož roku Benátky na prosbu Francesca udělily Biance, v té době stále ještě oficiálně stíhané pro okradení otce, čestný titul «Dcera svatého Marka», což ji postavilo na stejnou úroveň s italskými princeznami a dovolilo Francescovi de iure vyhnout se mesalianci a pozdvihnout ji na stupeň velkovévodkyně toskánské (jeho otec Cosimo, který se při druhém sňatku rovněž oženil nerovně, podobný titul pro svou ženu v souladu se zákonem nezískal). Otec a bratr Capello dostali titul rytířů Zlaté hvězdy (Stela d’Oro).
12. října, jak jen to dovolilo uplynutí předepsaného období smutku, se ve Florencii konaly slavnostní oficiální svatební ceremonie a korunovace, na něž byly vynaloženy obrovské prostředky. Současně s korunovací se konaly i zásnuby Biančiny dcery Pellegriny s hrabětem Bentivoglio. Bianca byla prohlášena velkovévodkyní toskánskou a korunovanou dcerou Benátské republiky. Požehnání panovnickému páru udělil Biančin strýc patriarcha akvilejský. Spojenectví s Benátkami bylo jediným politickým ziskem tohoto manželství, neboť Habsburkové jím byli navýsost uraženi; zasnoubení vévodovy dcery se synem mantovského vévody bylo zrušeno а velkovévoda byl veřejně vysmíván v celé Itálii.

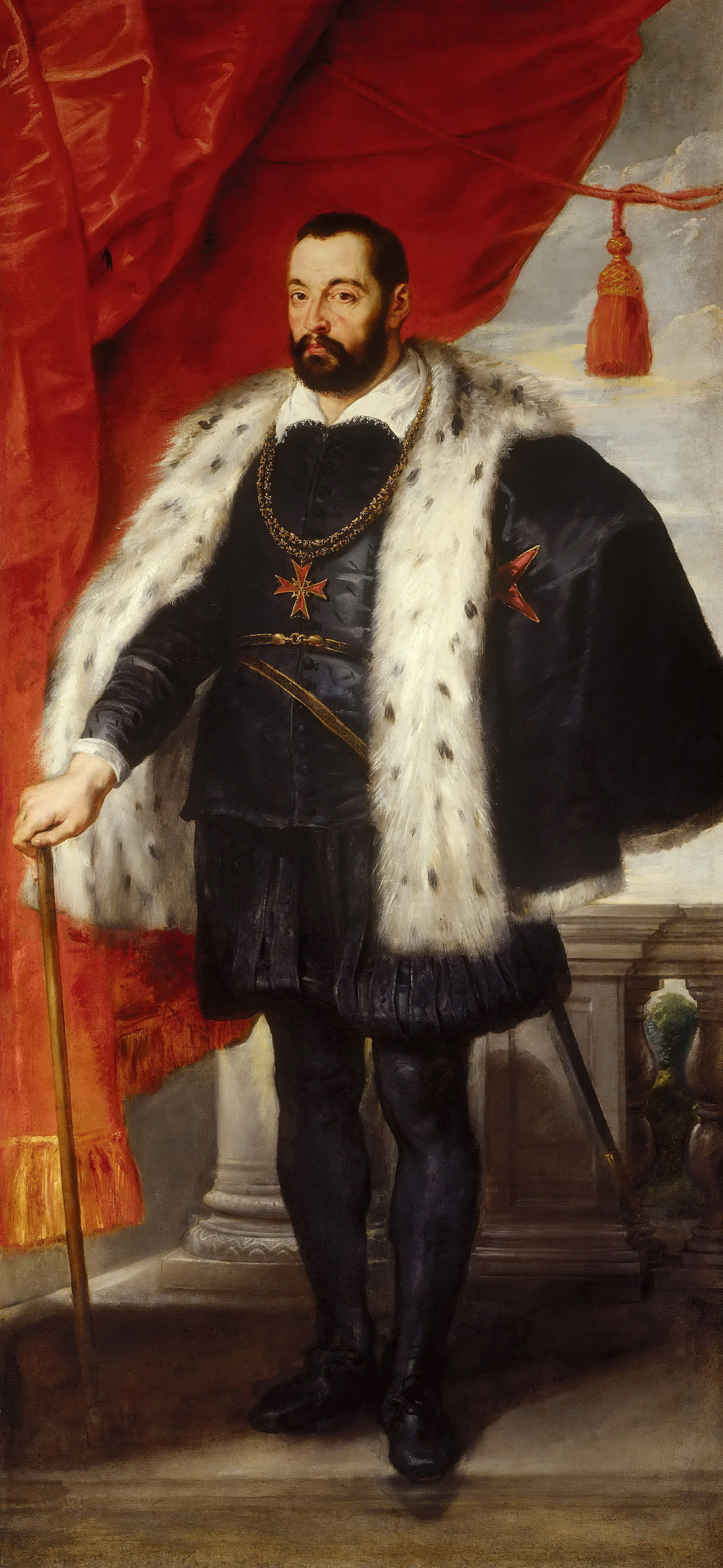
Rubens. Portrét vévody Francesca ve zralém věku

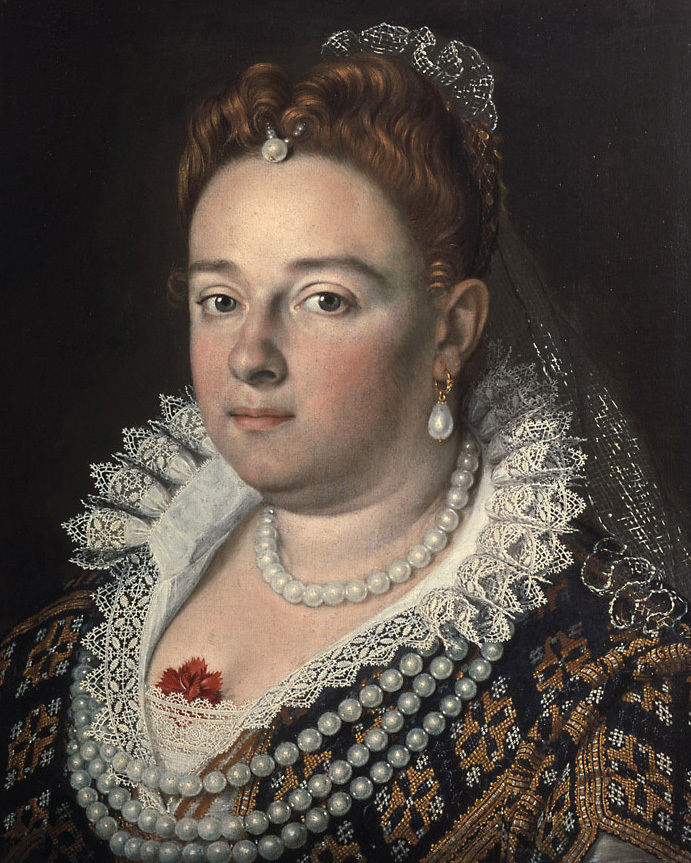
Alessandro Allori. Portrét Biancy Capello ve zralém věku (fragment)

Bianca si vysloužila nenávist poddaných svého manžela a také přezdívku «Čarodějka». Таk například smrt malého Filipa, syna Francesca a Johany, který zemřel roku 1582, připisovali jejímu jedu, nemluvě už o smrti Johany samotné.
Jak píši badatelé, tato nenávist souvisela s tím, že Bianca byla rodem z Benátek – dávného protivníka Florencie; krom toho krajně nepopulární vévoda Francesco neustále demonstroval svůj vztah s ní (ten trval 24 let a vévoda krom Biancy neměl jiných milenek) a všechno, co tyran Francesco miloval, bylo poznamenáno negativním vztahem občanů k němu. Krom toho Francescův bratr kardinál Ferdinand, na rozdíl od svého staršího bratra u lidu velmi populární, Biancu hluboce nenáviděl a využíval svůj vliv, aby očernil jakékoli její konání. Předpokládá se také, že Biančina pověst čarodějnice může být spojena s tím, že se zajímala o chemické výzkumy a přístroje a dobře se v nich vyznala, což v očích nevzdělaných lidí mohlo být na újmu její pověsti.
Někteří badatelé (okouzlení romantickým obrazem Biancy) jsou mínění, že přes svou špatnou reputaci měla skvělý charakter, neusilovala o pocty, neměla účast na žádných úmrtích a nezneužívala svého vlivu na milence, usilujíc toliko o to, aby mu zajistila šťastný život; její ohavná pověst pak že je pouze plodem usilovné propagandy nenávistného kardinála Ferdinanda. Prokazatelné je, že Bianca usilovala o zachování přátelských vztahů mezi všemi členy rodiny Medici a vynakládala mnoho úsilí, aby se Francesco smířil se svými bratry, což se jí časem dařilo a za což jí osobně vyjádřil chválu římský papež Sixtus V.
Po smrti svého jediného syna Filipa v roce 1582 vévoda upadl do těžké melancholie a uzavřel se ve své ville Pratolino. Biančino rozpoložení bylo ovšem mnohem příjemnější, neboť všechny její ambice byly uspokojeny. Vévodkyní bude ještě pět let (celkem devět); tím, že se stala panovnicí, hrála nejvýznamnější roli v politickém životě Florencie. Přesto však nedokázala zabezpečit svému «synovi» Аntoniovi, který byl roku 1583 legitimizován, práva následníka trůnu, ani porodit další dítě, jež by bylo i podle práva následníkem, nehledě na pověsti o jejím těhotenství, které vévodovi bratří včetně kardinála považovali za další podvod a doporučovali jeden druhému důkladně ji sledovat, připamatovávajíce si její předešlou aféru (korespondence se dochovala do dnešních dní).

### Smrt

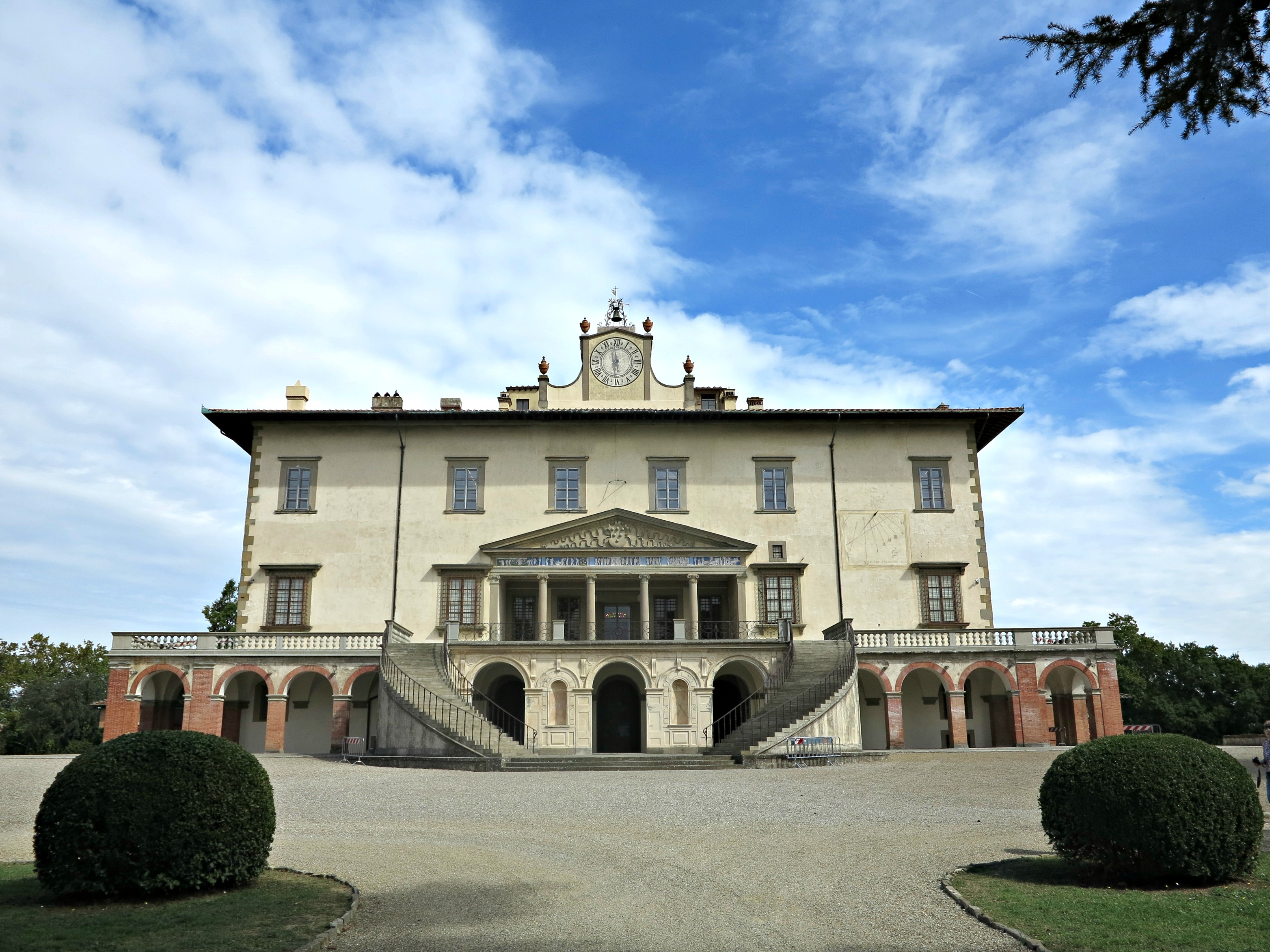
Villa Medici v Poggio a Caiano

Francesco a Bianca, poslední dva roky svého života trpící vodnatelností, zemřeli téměř současně nedlouho po slavnostním obědě, konaném 8. října roku 1587 na počest smíření s bratrem kardinálem Ferdinandem (který se stal následníkem vévodství po smrti Francescova syna Filipa) v domě u Poggio a Caiano. Tohoto posledního oběda se účastnil také florentský arcibiskup. Současníci naznačovali otravu, ač lékaři určili jako příčinu smrti malárii. Francesco zemřel 19. října, Bianca pak následujícího rána.
Na trůn toskánského velkovévodství usedl Francescův bratr – kardinál Ferdinand, který o dva roky později opustil duchovní stav a oženil se. Pod jménem Ferdinand I. Medicejský vstoupil do historie jako jeden z nejúspěšnějších panovníků toskánského státu, zvláště pak v porovnání se svým předchůdcem, starším bratrem Francescem.
Ostatky Francesca byly s pompou uloženy do rodinné hrobky v bazilice San Lorenzo ve Florencii. Místo posledního odpočinku Biancy není známo. Manžele pochovali odděleně: pro nenávist, kterou k ní choval po dobu dlouhých let, nedovolil kardinál Ferdinand pohřbít Biancu spolu s manželem. Když se architekt Buontalenti zeptal, kde Biancu pochovat, odvětil kardinál: «Kde chcete, ona nebude ležet mezi námi». Podle legendy ji uzavřeli do laciného rubáše a zakopali do chudinského hrobu. Její tělo ovšem bylo nějakou dobu vystaveno v bazilice San Lorenzo, ale bez vévodské koruny, neboť kardinál řekl, že «nosila korunu už dost». (Předpokládá se, že ženské ostatky nedávno objevené v kryptě baziliky mohou náležet Biance).
Vnitřnosti manželů, vybrané z těl při balzamování, byly pohřbeny odděleně v kostele města Bonistallo nedaleko od villy, kde je zastihla smrt.
Po nějaké době byly všechny emblémy Biancy sňaty z veřejných budov a nahrazeny emblémy Johany. Její titul v oficiálních dokumentech byl nahrazen slovy «la pessima Bianca» (špatná Bianca). Kardinál vyplnil všechny peněžní příkazy, učiněné Biancou v jejím testamentu ve vztahu k jejímu synovi Antoniovi, k dceři hraběnce Bentivoglio i k jiným osobám. Zvláštním dekretem však byl Antonio, bez ohledu na vůli zesnulého «оtce», prohlášen za nelegitimního (avšak vrátili mu právo nosit jméno Medici) a Ferdinand zveřejnil informaci o jeho podvržení. Krom toho byl Antonio přinucen vstoupit do Maltézského řádu, z čehož plynul závazek zůstat svobodným.

### Příčina smrti
Forenzní a toxikologická expertíza ostatků vévodského páru, provedená odborníky z Florentské univerzity a publikovaná roku 2006 v British Medical Journal rozřešily záhadu smrti velkovévodského páru a prokázaly, že oba manželé byli – ve shodě s podezřením současníků – otráveni arsenikem, přičemž hlavním podezřelým je především kardinál Ferdinand, jenž měl ze smrti svého bratra největší prospěch. Reputace Biancy byla ovšem taková, že podle legendy měla jed připravit ona sama, aby otrávila tohoto svého švagra, ale omylem ho měl požít její manžel, načež se ona v hrůze otrávila rovněž. Tato verze zlidověla a využil jí např. Stendhal ve svých Italských kronikách.

## Bianca v krásné literatuře
- Svatba Francesca a Biancy i jejich smrt byly popsány v tragédii Thomase Middletona «Women Beware Women» («Ženy, střezte se žen») (1657)
- Rauquil-Lieutaud, August Gottlieb Meissner. 	Bianca Capello: roman dramatique. (1790)
- Stendhal, «Italské kroniky» (1837 — 1839)
- Laughton Osborn. Bianca Capello: A Tragedy (1868)
- Meissner, Bianca Capello
- Sanseverino. Storia della Vita, e tragica morte de Bianca Capello.
- Baroness Rosina Bulwer Lytton Lytton. Bianca Cappello: An Historical Romance. (1843)
- Juliette Benzoni. «Klenoty Medici» – o historii rubínů, náležejících Biance.